# Euphractinae
Euphractinae è una sottofamiglia di armadilli della famiglia Chlamyphoridae, contenente i seguenti generi:
- Armadillo villoso (Chaetophractus); Fitzinger, 1871.
- Armadillo a sei fasce (Euphractus); Wagler, 1830.
- Pichi (Zaedyus); Fitzinger, 1871.

Tra i generi estinti si possono annoverare Paleuphractus, Doellotatus, Proeuphractus e Macroeuphractus.
Un'indagine sul DNA mitocondriale ha concluso che Euphractinae è il gruppo gemello di un clade costituito da Chlamyphorinae (clamidoferi) e Tolypeutinae (armadilli giganti, armadilli a tre bande e armadilli dalla coda molle) insieme agli estinti gliptodonti.